# 巴爾貝納峰

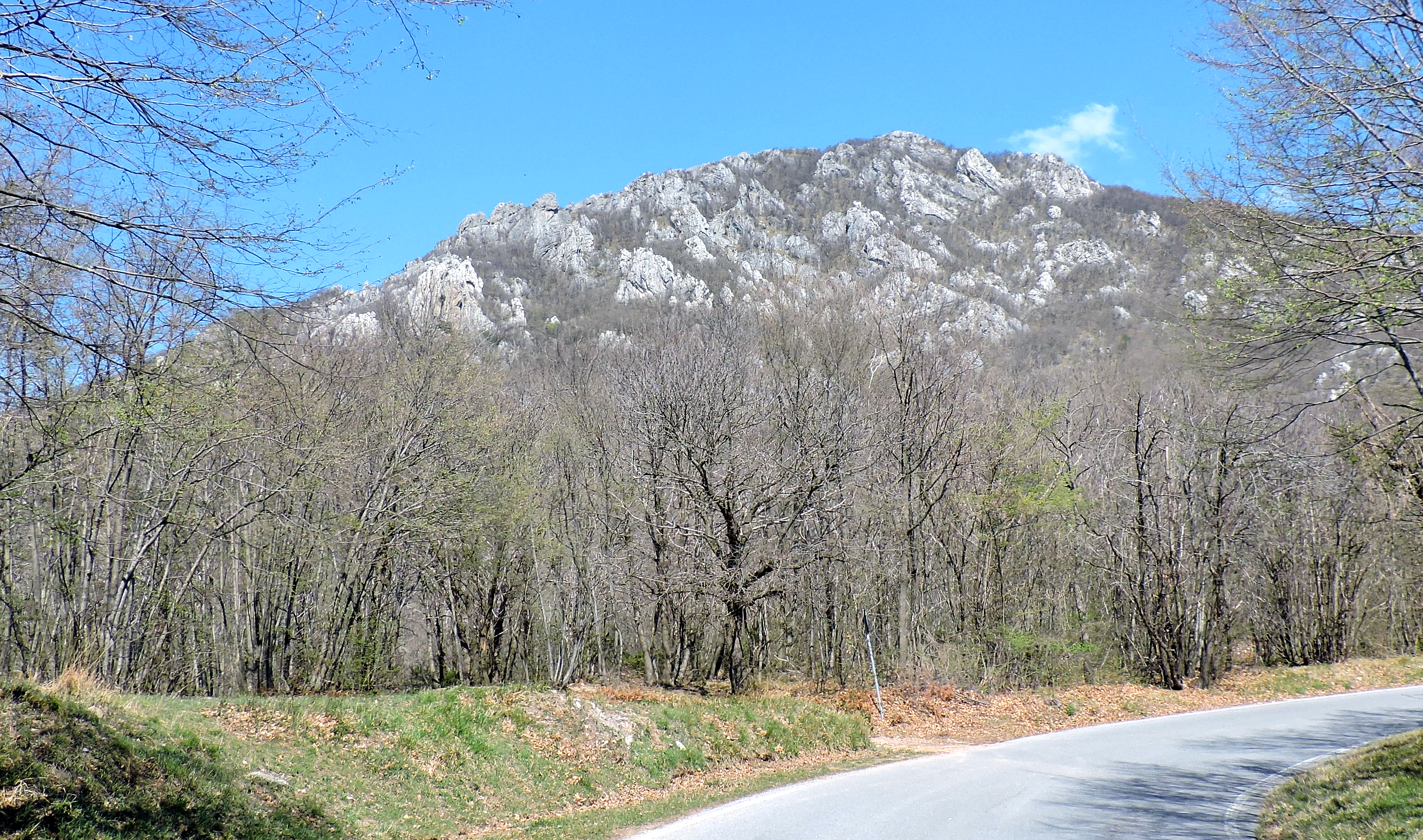

44°09′26.96″N 08°07′52.64″E / 44.1574889°N 8.1312889°E
巴爾貝納峰（義大利語：Rocca Barbena），是意大利的山峰，位於該國西北部，由利古里亞大區負責管轄，屬於利古里亞阿爾卑斯山脈的一部分，海拔高度1,142米，山體由石炭岩組成。